# 코소보의 국기

코소보의 국기 (비율 5:7)

코소보의 국기는 2008년 2월 17일에 코소보 의회를 통해 제정되었다. 알바니아계 주민이 90%에 달하는 코소보는 자신의 정체(正體)를 나타내는 독자적인 기 없이, 알바니아인은 알바니아의 국기를, 세르비아인은 세르비아의 국기를 각각 그들 민족을 상징하는 기로 사용해 왔다.
새 국기는 위에 코소보에 거주하는 6대 민족인 알바니아인, 세르비아인, 튀르키예인, 고라인, 로마인, 보스니아인을 의미하는 6개의 하얀 별, 코소보가 통치하는 영토를 새긴 황금색 지도, 파란 바탕으로 구성되어 있다. 이 기는 신생 코소보의 국기를 공모하는 공개 컨테스트를 거쳐 접수된 수 천개에 이르는 국기 도안 중에 최종안으로 선택된 것이다. 새 국기의 조건에는 특정 민족의 민족주의를 강조하는 도안이 배제되어야 한다는 내용이 포함되어 알바니아를 상징하는 붉은 바탕의 검은색 쌍두수리나 세르비아를 상징하는 빨강-파랑-흰색의 삼색기가 포함된 도안은 배제되었다.
푸른 바탕에 노란색 영토와 별의 도안은 코소보 독립을 지속적으로 지지해준 유럽 연합의 기의 영향을 받은 것으로 보인다. 이 국기는 2008년 2월 4일 코소보 국회의 의결을 거쳐 채택되었다.

## 유엔 통치하에 코소보에서 사용된 기들

유엔기가 코소보의 공식 관용행정기로 사용되었다.
알바니아의 국기는 코소보의 절대 다수를 이루는 알바니아계 주민들 사이에서 민족 정체성의 상징으로서 사용되었다.
세르비아의 국기는 코소보 북부의 세르비아계 마을과 남부의 소규모 세르비아계 주민들이 거주하는 마을에서 사용되었다.
이그라힘 루고바에 의해 도안된 다르다니오이(고대 발칸반도에 존재했던 국가)의 기는 축제나 행사 등에서 비공식적으로 사용되었다.

## 미채택된 여러 코소보 국기 도안들

## 같이 보기
- 세르비아의 국기
- 알바니아의 국기